# Туросна (село)
Ту́росна — село в Клинцовском районе Брянской области. Входит в Гулёвское сельское поселение.
Расположено правом берегу реки Туросна в 10 км к югу от города Клинцы и в 160 км к юго-западу от Брянска. Село вытянуто вдоль реки от автодороги А240 (Брянск — Гомель) до железной дороги Брянск — Гомель.

## История
Село Туросна было основано в 1708 году. Гетман Мазепа разрешил пану Ломиковскому построить рудню у истоков реки Туросна.
Жители Туросны принимали активное участие в Северной войне. Против шведов велась партизанская война. После победы России в Северной войне Пётр I официально закрепил за крестьянами занятые ими земли. Туросна, Гулёвка, Топаль, Киваи и Смотрова Буда были отданы Савве Рагузинскому. Рагузинский, под покровительством Петра образует Топальскую волость, захватив ещё несколько деревень. В 1739 году, перед смертью Рагузинский завещал свою волость брату Моисею. По указу правительства о расселении густонаселенных сел, стали организовываться поселки. В 1923 году по указу правительства о расселении густонаселённых сёл были созданы новые поселки, в которые переселились 1018 человек — значительная часть жителей Туросны.

## Население
| 2010 | 2013 |
| ---- | ---- |
| 445  | ↘387 |

- 661 человек (1865), 682 человек (1885), 2030 человек (1920), 430 человек (2012)[3], 316 человек (2016), 316 человек (2017).